# Stuckisten

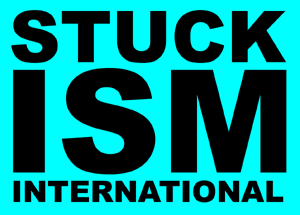

Die Stuckisten sind eine internationale Kunstbewegung, die 1999 in London von Billy Childish und Charles Thomson als Alternative zu den von Charles Saatchi geförderten Young British Artists gegründet wurde.

## Geschichte

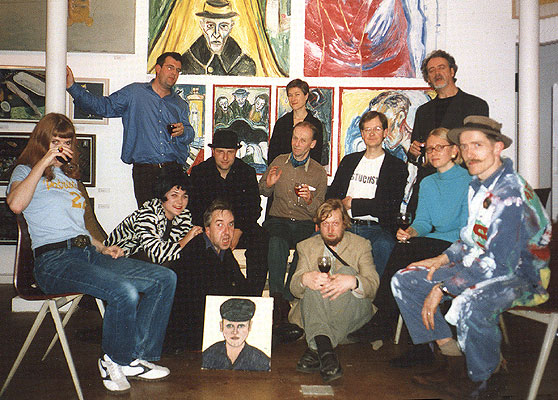
Die Stuckisten im Jahr 2000

Die Bezeichnung Stuckismus geht aus einem Streit zwischen der Künstlerin Tracey Emin und ihrem damaligen Lebensgefährten Billy Childish zurück. Emin warf Childish vor, seine Kunst und er seien steckengeblieben, weil er an der Malerei festhielt, im Gegensatz zu der heute erfolgreichen Konzeptkünstlerin Emin: „Your paintings are stuck, you are stuck! Stuck! Stuck! Stuck!“
In den 1980er Jahren übernahm Charles Thomson den Verlag Victoria Press London, in dem das Buch „Stuckism international. The Stuckism decade 1999–2009“ erschien.
Ende der 1990er Jahre gründete Thomson gemeinsam mit dem Musiker Billy Childish die Künstlergruppe The Stuckists, die sich der Rückkehr zur Malerei verpflichtete. In öffentlichen Aktionen protestierte sie gegen den Kunst-Mainstream der etablierten Sammler und Kuratoren. Im Jahr 2000 organisierte Thomson gemeinsam mit Childish eine Ausstellung als Protest zum renommierten Turner-Preis. Auch ein Jahr später gab es eine von den Stuckisten organisierte Protestaktion. In den Jahren 2002 bis 2005 führte Thomson eine Galerie, die „Stuckism international Gallery“, in der er Arbeiten der Stuckisten ausstellte.
Die Stuckisten ermutigten Künstler anderer Sparten und anderer Länder, sich an der Stuckismus-Bewegung zu beteiligen. Mittlerweile bezeichnen sich zahlreiche Künstlergruppen außerhalb Großbritanniens als Stuckisten, darunter neben Malern auch Vertreter der Literatur, Musik oder Fotografie.

## Gruppenausstellungen (Auswahl)
- 2000: The Real Turner Prize Show, Pure Gallery, London[7]
- 2003: A Dead Shark Isn't Art, Stuckism International Gallery, London
- 2004: Stuckist Punk Victorian Lite If You Can't Be Bothered to Go to Liverpool, Walker Art Gallery, Liverpool
- 2005: Addressing the Shadow and Making Friends with Wild Dogs: Remodernism, CBGB, New York City
- 2004: Liverpool Biennal of Contemporary Art, Liverpool
- 2010: Tehran Stuckists: Searching for the Unlimited Potentials of Figurative Painting, Teheran[8]

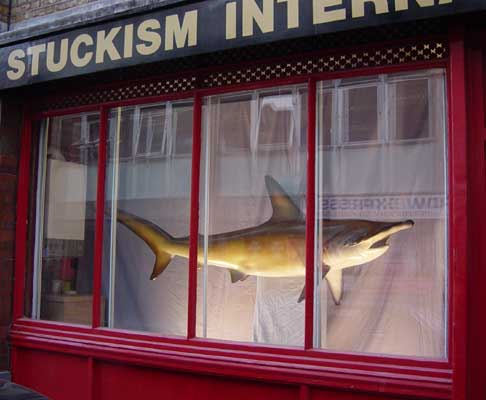
A Dead Shark Isn't Art, Stuckism International Gallery, London 2003.
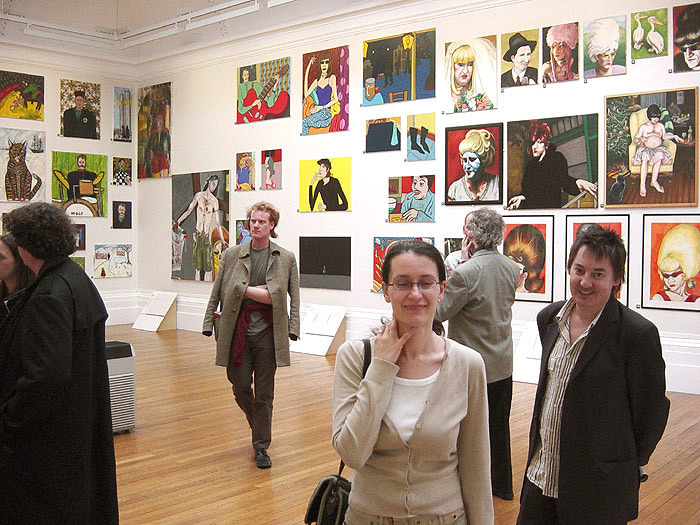
The Stuckists Punk Victorian, Walker Art Gallery, Liverpool 2004
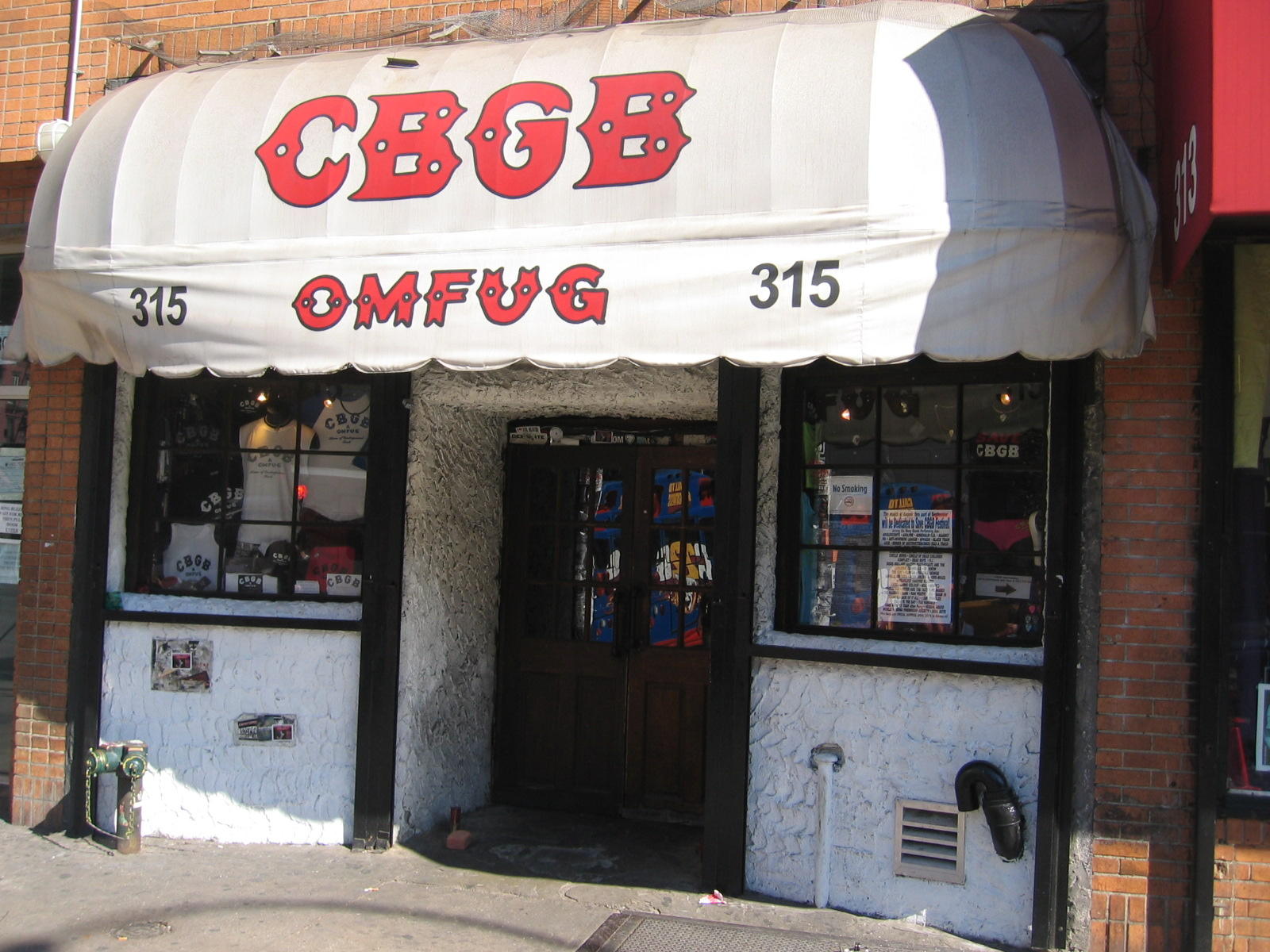
Addressing the Shadow and Making Friends with Wild Dogs: Remodernism, CBGB, New York City 2005

## Galerie (Vereinigtes Königreich)

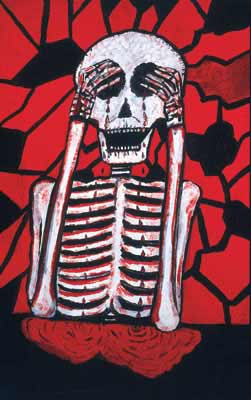
Philip Absolon: Breakdown
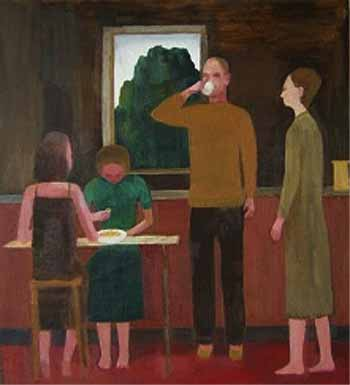
John Bourne: Epsom Kitchen
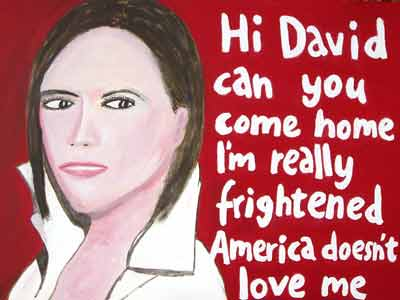
Mark D: Victoria Beckham: America Doesn't Love Me
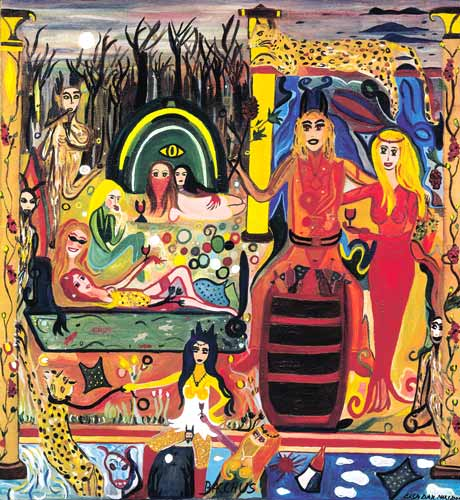
Elsa Dax: Bacchus
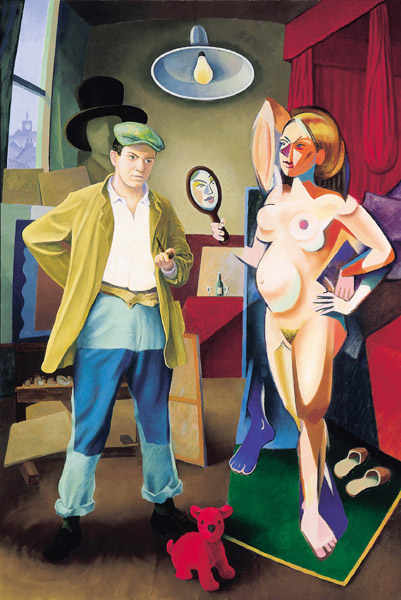
Eamon Everall: The Marriage
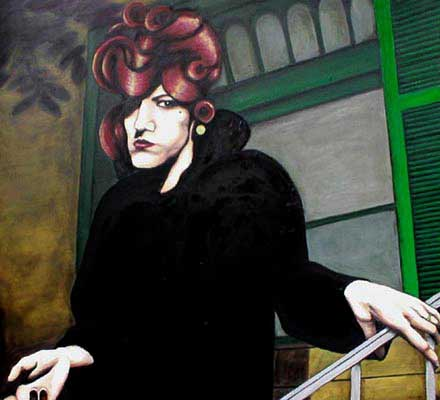
Ella Guru: Goodbye Columbus
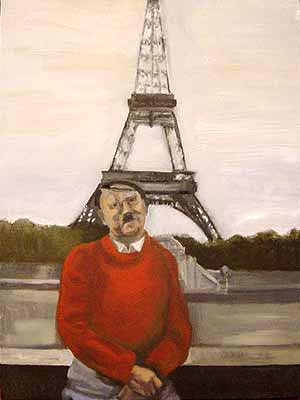
Jane Kelly: If We Could Undo Psychosis 1
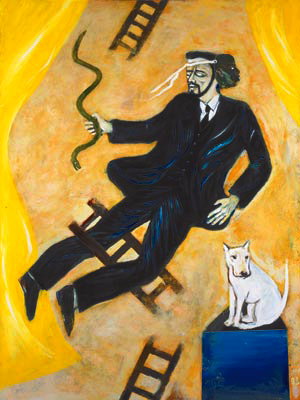
Bill Lewis: The Laughter of Small White Dogs
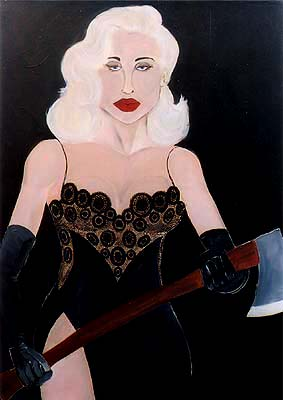
Joe Machine: Diana Dors with an Axe
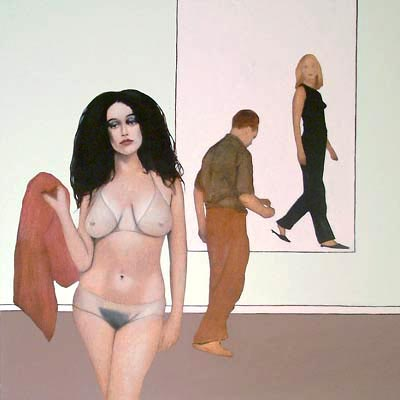
Peter McArdle: Artist and Model
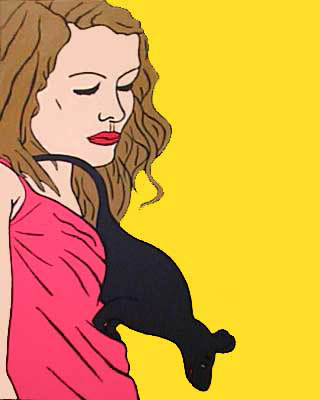
Charles Thomson: A Single Woman in London Is Never more than Six Inches from the Nearest Rat
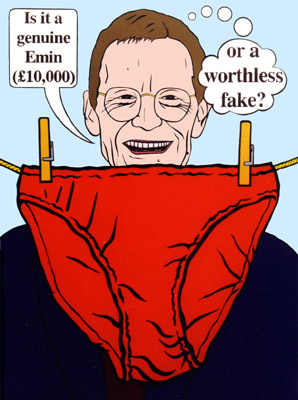
Charles Thomson: Sir Nicholas Serota Makes an Acquisitions Decision